# Willow Valley
Willow Valley és una concentració de població designada pel cens dels Estats Units a l'estat d'Arizona. Segons el cens del 2000 tenia 585 habitants.

## Demografia
Segons el cens del 2000, Willow Valley tenia 585 habitants, 274 habitatges, i 192 famílies La densitat de població era de 232,9 habitants/km².
Dels 274 habitatges en un 14,6% hi vivien nens de menys de 18 anys, en un 58,4% hi vivien parelles casades, en un 7,3% dones solteres, i en un 29,6% no eren unitats familiars. En el 24,1% dels habitatges hi vivien persones soles el 13,1% de les quals corresponia a persones de 65 anys o més que vivien soles. El nombre mitjà de persones vivint en cada habitatge era de 2,14 i el nombre mitjà de persones que vivien en cada família era de 2,48.
Per edats la població es repartia de la següent manera: un 13,7% tenia menys de 18 anys, un 2,4% entre 18 i 24, un 21,5% entre 25 i 44, un 29,4% de 45 a 60 i un 33% 65 anys o més.
L'edat mediana era de 56 anys. Per cada 100 dones de 18 o més anys hi havia 98 homes.
La renda mediana per habitatge era de 39.250 $ i la renda mediana per família de 41.406 $. Els homes tenien una renda mediana de 25.147 $ mentre que les dones 24.219 $. La renda per capita de la població era de 16.956 $. Cap de les famílies estaven per davall del llindar de pobresa.

## Poblacions més properes
El següent diagrama mostra les poblacions més properes.